# Birchpunk
Birchpunk (с англ. — «Берёзовый панк») — русскоязычный канал на YouTube, созданный Сергеем Васильевым в 2020 году и снимающий короткометражные фильмы о России будущего в стиле киберпанк.

## История
Создатель канала и режиссёр фильмов на нём — Сергей Васильев, окончивший в 2016 году экономический факультет ВГИКа на продюсера и работавший в студии визуальных эффектов AMG VFX «Амальгама». Он начал заниматься компьютерной графикой во время учёбы в свободное время, а после окончания ВГИКа занялся съёмкой короткометражных фильмов. В 2019 году он выпустил дебютный короткометражный фильм «И тут он открывает глаза» — про мелкого афериста, оказавшегося после смерти в загробном мире.

### «Русская кибердеревня»
Первый короткометражный фильм, «Русская кибердеревня», вышел на YouTube-канале Birchpunk 19 ноября 2020 года. Он показывает образ типичной русской деревни, но в стиле киберпанк — с роботами, кибердоярками и фрактальными огурцами на грядках. Сельские образы отсылаются к советским фильмам «Любовь и голуби» и «Калина красная», а футуристические образы взяты из американских фильмов «Чужой» и «Бегущий по лезвию», а также из советского мультфильма «Контакт».
Замысел «Русской кибердеревни» появился в июне 2020 года с образа коровы с QR-кодом. Создание началось в августе 2020 года, позднее к этому образу были придуманы другие характерные детали — роботы, сельская тематика и т. д. Съёмки прошли на экоферме в Пронском районе Рязанской области за два дня, остальное время команда работала над элементами дополненной реальности. Роботов исполняли актёры, а потом их фигуры заменяли при помощи компьютерной графики.
На тот момент у Васильева не было постоянной съёмочной команды, он позвал снимать «Русскую кибердеревню» нескольких друзей и коллег по студиям визуальных эффектов — всего 10-12 человек участвовало в съёмках и около 25 человек работало над графикой. Главную роль, фермера Николая, сыграл Сергей Чихачёв, актёр дубляжа и соавтор передачи о видеоиграх «От винта!». Музыку к видеоролику записали Лилиана Буш и Дарья Щербак из фольклорного ансамбля «Ваня».
Короткометражный фильм создавался на некоммерческой основе: участвовавшие работали бесплатно, бюджет съёмок составил около 100 тысяч рублей, в основном потраченных на аренду оборудования, транспорт и тому подобное. После того, как видеролик набрал на YouTube достаточно просмотров, создатели включили монетизацию.
Васильев специально для публикации «Русской кибердеревни» создал канал Birchpunk. Изначально видеоролик был выложен в нём в черновом варианте, для своих, но до запланированного момента выпуска, видео разместил в своём Twitter-аккаунте глава «Роскосмоса» Дмитрий Рогозин, из-за чего оно приобрело вирусный эффект, и создателям пришлось экстренно его доделывать. Позднее «Русскую кибердеревню» перепостили американский учёный и друг Илона Маска Лекс Фридман и шведский художник Саймон Столенхаг. В первые два дня видеоролик набрал 2 миллиона просмотров, а к июню 2021 года — 10 миллионов. Выход «Русской кибердеревни» совпал с выходом игры Cyberpunk 2077 (по словам создателей, случайно), что способствовало росту его популярности.

### Дальнейшие видеоролики
16 апреля 2021 года вышел короткометражный фильм «Русский космопоезд», который набрал 3 миллиона просмотров. Он рассказывает о проводнице межпланетного космопоезда Ане и возвращающемся домой космодесантнике Пете. В «Русском космопоезде» снялся блогер Евгений Баженов (BadComedian) в образе героя компьютерной игры Cyberpunk 2077.
4 июня 2021 года вышел короткометражный фильм «Россия завтра: новости», за неделю собравший 1,3 млн просмотров. Это пародия на новостные передачи, рассказывающая про корпорацию «Ижевск Дайнемикс», директор которой Константин Барагозин поручает инженерам создать 33-метрового робота, выкрашенного в гжель.
5 августа 2021 года вышел короткометражный фильм «Русская кибермилиция», набравший к сентябрю 2021 года 1,2 миллиона просмотров. Он рассказывает о троих кибермилиционерах — о капитане Юрии Михайловиче, о его старом робопсе Мухтаре и о молодом милиционере, который снимает происходящее, чтобы очаровать зарубежную подругу Джессику. Кибермилиционеры расследуют ограбление ювелирного магазина в провициальном городе Старица. «Русская кибермилиция» содержит отсылки к фильму «Ко мне, Мухтар!» с Юрием Никулиным и мультфильму «Приключения Васи Куролесова».
9 сентября 2021 года вышел короткометражный фильм «Русский кибермузей». В нём рассказывается о том, как в 2221 году группа школьников отправляется в музей XXI века, где видит экспонаты древнего интернета и посещает симулятор XXI века. В «Русском кибермузее» снялись Гарик Харламов как преподаватель «основ мемологии», Анатолий Вассерман и блогеры — Ян Топлес и Room Factory.
11 ноября 2021 года совместно с исполнителем Виталей Альбатросом вышел клип «Сердце». На фоне футуристической версии Петрозаводска рэпер поёт о том, что технологии «не заменят русского мужика», что именно сердце будет выделять человека в кибер мире, а также объясняет зрителям, что останется в будущем неподвластным машинам.
9 и 22 декабря 2021 года вышли два короткометражных фильма «Кибербольница». По сюжету, иностранный делегат Томас приезжает в Россию для обмена опытом. В обычной экспериментальной кибербольнице люди лечатся вместе с роботами, где первых отправляют на вакцинацию, а вторых — на чипирование. И пока все они сидят в очереди (каждый в своей), у Томаса появляется шанс увидеть национальную кибермедицину в действии.

### Сериал «Кибердеревня»
В сентябре-ноябре 2023 года на платформе «Кинопоиск HD» вышел 10-серийный сериал «Кибердеревня». Первые две серии были показаны 23 сентября, следующие выходили раз в неделю. Хронометраж каждой серии — около 30 минут. Сюжет сериала строится вокруг истории фермера Николая, проживающего в 2100 году на Марсе и желающего спасти свою деревню «Рязань-каунтри» от корпорации «Ижевск Дайнемикс» в лице директора Константина Барагозина. В сериале находят продолжение идеи, появившиеся в видеороликах — например, объявления о розыске фермера Николая его появление в другом ролике в качестве инженера «Ижевск Дайнемикс», и спрятанные на Марсе детали.

## Фильмография
| №  | Дата выхода     | Название                             | Название                             | Гости                                                    | Длит., мин. | Просм., млн. (июл. 2024) |
| №  | Дата выхода     | на английском                        | на русском                           | Гости                                                    | Длит., мин. | Просм., млн. (июл. 2024) |
| -- | --------------- | ------------------------------------ | ------------------------------------ | -------------------------------------------------------- | ----------- | ------------------------ |
| 0  | 19 августа 2020 | Russian Cyberpunk Farm               | Русская кибердеревня                 | -                                                        | 4:30        | 14,6                     |
| SP | 31 декабря 2020 | Russian Cyberfarm New Year Special   | Новогодний спецвыпуск в кибердеревне | -                                                        | 2:10        | 2,9                      |
| 1  | 15 апреля 2021  | Russian Spacetrain                   | Русский космопоезд                   | BadComedian                                              | 7:43        | 6,5                      |
| 2  | 4 июня 2021     | Russia Tomorrow News                 | Россия завтра: новости               | Виталий Наливкин                                         | 6:25        | 2,9                      |
| SP | 17 июня 2021    | AI-Vanich in the Russian Cyberfarm   | АИ-Ваныч в кибердеревне              | -                                                        | 4:34        | 1,9                      |
| 3  | 5 августа 2021  | Russian Cyberpolice                  | Русская кибермилиция                 | -                                                        | 10:27       | 2,5                      |
| 4  | 9 сентября 2021 | Russian Cybermuseum                  | Русский кибермузей                   | Гарик Харламов Ян Топлес Room Factory Анатолий Вассерман | 7:15        | 2,8                      |
| SP | 18 октября 2021 | Join the Russian Space Marimes Corps | Вступай в ряды русского космодесанта | -                                                        | 1:44        | 1,2                      |
| 5  | 11 ноября 2021  | Russian Cyber-Rap of Retrozavodsk    | Кибер-рэп из Ретрозаводска           | Albatross                                                | 4:20        | 1,2                      |
| 6  | 9 декабря 2021  | Russian Cyberhospital (часть 1)      | Кибербольница (часть 1)              | -                                                        | 5:50        | 2,1                      |
| 6  | 21 декабря 2021 | Russian Cyberhospital (часть 2)      | Кибербольница (часть 2)              | -                                                        | 6:35        | 1,3                      |